# بيرسي سميث
بيرسي سميث (بالإنجليزية: Percy Smith)‏ (و. 1921 – 2009 م) هو محامي، وسياسي، من كندا، كان عضوًا في حزب الأحرار الكندي، توفي عن عمر يناهز 88 عاماً.

## مناصب
تولى منصب عضو مجلس العموم الكندي.